# 1928 aux États-Unis
Pour des articles plus généraux, voir Chronologie des États-Unis et 1928.
Chronologie des États-Unis
- 1924
- 1925
- 1926
- 1927
- 1928
- 1929
- 1930
- 1931
- 1932

Cette page concerne des événements d'actualité qui se sont produits durant l'année 1928 du calendrier grégorien aux États-Unis.

## Gouvernement
- Président : Calvin Coolidge
- Vice-président : Charles G. Dawes
- Chambre des représentants - Président

## Événements
- 12 mars : peu avant minuit, l'effondrement du barrage de St. Francis, dans la région de Los Angeles, à la suite d'inondations, cause près de 600 morts. C'est la plus grande catastrophe de génie civil dans l'histoire des États-Unis au XXe siècle, et la seconde pour l'État de Californie après le tremblement de terre de San Francisco de 1906.
- 29 mai : vote du Revenue Act. La loi instaure une taxe de 12 % sur le bénéfice des entreprises. 3,9 milliards de dollars de recettes publiques avec un budget excédentaire (939 millions de dollars). Nouvelles coupes budgétaires dans les dépenses fédérales.
- 6 novembre : Élection de Herbert Hoover (Républicain) comme président des États-Unis devant le démocrate Al Smith, catholique d’origine irlandaise. Le candidat avait axée sa campagne sur une réduction du rôle de l'Etat fédéral et une baisse des impôts afin de stimuler l'activité économique.
- 13 décembre : Au Carnegie Hall de New York, première de la pièce de George Gershwin, Un Américain à Paris, devant 2 800 spectateurs
- 17 décembre : Mémorandum Clark qui désavoue le corollaire Roosevelt et la doctrine Monroe.
- 21 décembre : Le président Coolidge promulgue le Boulder Canyon Project autorisant la construction du barrage Hoover sur le fleuve Colorado. 165 millions de dollars sont alloués au projet.
- Perte d'influence et répression fédérale du Ku Klux Klan.
- Poussée spéculative due à la prospérité de l’économie aux États-Unis : l’indice des cours des actions industrielles passe de 135 au début de 1925 à 338,35 le 2 janvier 1929. Ralentissement de la croissance masqué par la spéculation (automobile). La croissance chute à 1 %.
- Le nombre de Noirs dans le Nord a augmenté de 1,2 million depuis 1915.
- Enseignement secondaire : un enfant sur deux peut entrer dans une High School en 1928 contre un sur dix en 1910.

## Naissances en 1928
- 5 janvier : Walter Mondale, homme politique, membre du parti démocrate, vice-président de Jimmy Carter de 1977 à 1981, et candidat malheureux face au président Ronald Reagan en 1984 († 21 avril 2021).
- 25 mars : Jim Lovell, astronaute († 7 août 2025).
- 6 août : Andy Warhol, artiste, figure centrale du Pop Art, dont il est l'un des pionniers († 22 février 1987).
- 16 décembre: Philip K. Dick, auteur américain de romans, de nouvelles et d'essais de science-fiction († 2 mars 1982).

## Décès en 1928
- x